# Lungsunds distrikt
Lungsunds distrikt är ett distrikt i Storfors kommun och Värmlands län. Distriktet ligger omkring Lungsund i östra Värmland. 

## Tidigare administrativ tillhörighet
Distriktet inrättades 2016 och utgörs av en del av området som Storfors köping omfattade till 1971, delen som före 1967 utgjorde Lungsunds socken.
Området motsvarar den omfattning Lungsunds församling hade vid årsskiftet 1999/2000.

## Tätorter och småorter
I Lungsunds distrikt finns en småort men inga tätorter. 

### Småorter
- Lundsberg

### Övriga orter
- Lungsund